# Stedesand
Stedesand település Németországban, Schleswig-Holstein tartományban. Lakosainak száma 891 fő (2023. december 31.).

## Népesség
A település népességének változása:
| Lakosok száma | 743  | 882  | 879  | 856  | 883  | 891  |
|               | 1975 | 2017 | 2019 | 2021 | 2022 | 2023 |